# Alexis Duarte
Alexis David Duarte Pereira (ur. 12 marca 2000 w Itauguá) – paragwajski piłkarz występujący na pozycji środkowego obrońcy, od 2023 roku zawodnik rosyjskiego Spartaka Moskwa.
Jego ojciec Andrés Duarte oraz brat Andrés Duarte również są piłkarzami.